# Нова Нива (Червенський район)
Нова Нива (біл. вёска Новая Ніва) — село в складі Червенського району Мінської області, Білорусь. Село підпорядковане Колодезькій сільській раді, розташоване в центральній частині області.